# Rinlo

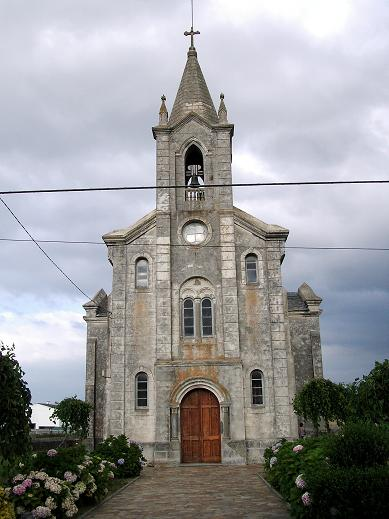
Església parroquial.

San Pedro de Rinlo és una parròquia i localitat del municipi gallec de Ribadeo, a la província de Lugo. Limita al nord amb el mar Cantàbric, a l'est amb Vilaframil, al sud amb A Devesa i a l'oest amb Reinante (al municipi de Barreiros).
Tenia el 2015 una població de 230 habitants agrupats en 7 entitats de població: O Campo de María Méndez, O Campo de San Pedro, O Campo do Cristo, O Cantal, O Cotarelo, Rinlo i A Virxe Branca.
Entre els seus llocs d'interès destaquen l'església de San Pedro i el passeig que bordeja la costa. Les festes patronals se celebren en honor de Sant Pere el 29 de juny. Altres celebracions són la Verge del Carme (16 de juliol) i la festa del percebe (25 de juliol).